# Tmolos (mitologia)
Tmolos o Tmol (en grec antic Τμῶλος), va ser, segons la mitologia grega, el nom del marit de qui era vídua la reina de Lídia Òmfale.
Aquest Tmolos rei de Lidia, (o potser un altre de diferent) era un fill d'Ares i de Teògone, i va violar una acompanyant d'Àrtemis anomenada Arripe. La deessa va fer sorgir un brau furiós que el va matar. El seu fill, Teoclimen, va enterrar-lo a la muntanya, que a partir d'aquell moment es va dir Tmolos.